# Komplex kráter

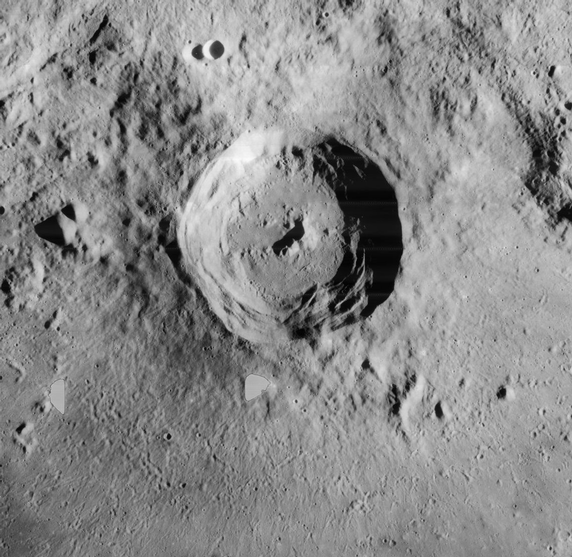
A Maunder-kráter a Holdon

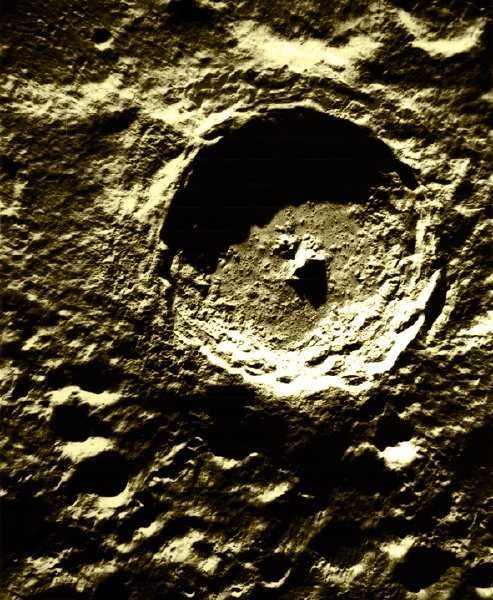
A Tycho-kráter

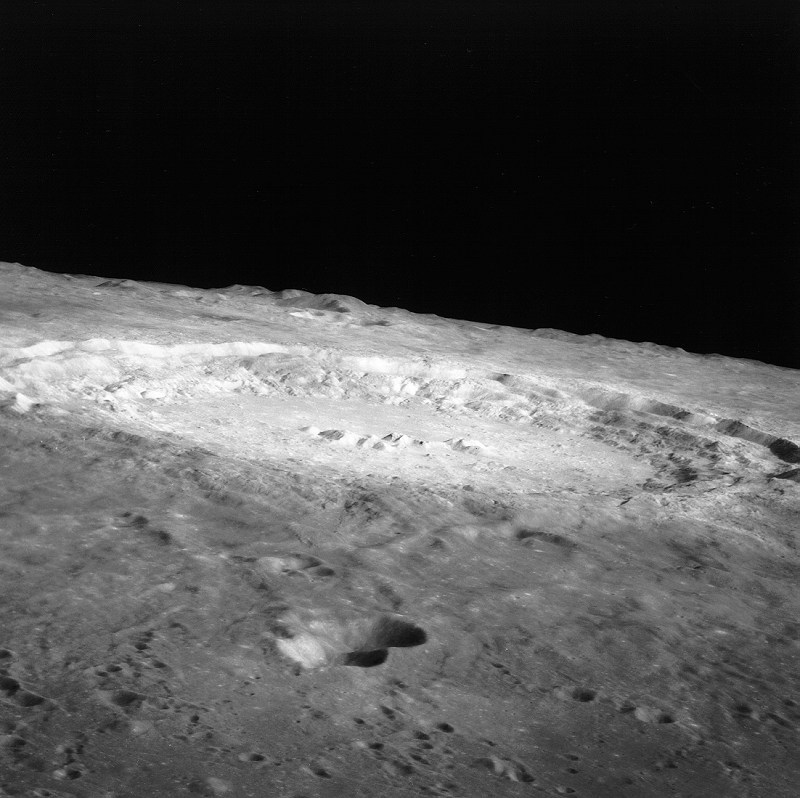
A Copernicus-kráter

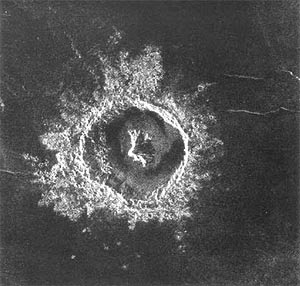
A Guilbert-kráter a Vénuszon

A komplex kráter a becsapódási kráterek egyik típusa.
A komplex kráterek közül a legközönségesebbek a központi csúcsos kráterek. A becsapódás után sáncuk összeomlása és aljzatuk kiemelkedése jelentősen átalakította őket. Az egyszerűből a komplex kráterbe történő átmenet kritikus mérete  a gravitációval fordítottan arányos. Alapvetően a kőzetanyag állóképessége és az adott égitest felszíni nehézségi gyorsulása határozza meg a komplex „összeomlás” elindulását. A központi csúcsos kráterek kialakulása tehát alapvetően a helyi gravitációtól függ, de egyéb helyi tényezők (kőzetanyag, a kéreg merevsége) is befolyásolják.
A komplex krátereknek kiemelt sáncuk belső lejtője meredek, néha teraszokkal. A sima kráterfenék megsüllyedt, a középpontjuk viszont rugalmasan visszapattanva kiemelkedett, a felszínen központi csúcsot alkotva. Egynél több központi csúcs (azaz központi csúcskomplexum) esetén összetett összeomlott központi csúcsos kráterről beszélhetünk.
Több kutatás foglalkozik az egyszerű - komplex kráter átmenet  mérettartományának meghatározásával és ehhez kapcsolva a kráterek „eredeti méretének” (a tranziens kráter átmérőjének) kiszámításával. A Holdon lévő kráterek központi csúcsát és a kráterek közelében található hegységek csúcsát a kráter nevével és egy görög betűvel jelöljük (kivéve: Mons Euler, ahol hegynevet viselnek).

## A komplex kráter részei

### Lapos aljzat
A kráter feneke nem tál alakú, hanem közel sík. A kráter mélysége nem nő arányosan az átmérővel. 20–400 km átmérőnél általában 3–6 km mélységű. Az aljzatot a becsapódás hőjétől átolvadt (impakt) kőzetolvadék borítja. Ennek összetétele az eredeti kőzetek keverékét adja. Mivel újrakristályosodott, a becsapódás pontos korának meghatározására alkalmas.

### Központi csúcs
A becsapódásos szerkezetek központjában található kiemelt blokkok csoportja.
Nagyobb energiájú becsapódás esetén gyűrűvé „nyílik”. A központi csúcsot a sáncig a kráteraljzat gyűrű alakú síksága veszi körbe, melyet a visszahulló anyag vagy olvadék tölt fel.

#### A központi csúcs keletkezése
A központi kiemelkedést a robbanás lökéshulláma okozta nagy nyomás megszűnte után a rugalmasan visszapattanó aljzat hozza létre. A lökéshullám központjához közel az anyag visszafordíthatatlanul összetömörödik, de elegendő távolságban reverzibilis változás játszódik le:  az anyag visszapattan eredeti helyzeténél magasabbra.
A rugalmas visszapattanás okozta központi csúcs megjelenése a gravitációval és a kéreg rugalmasságával van kapcsolatban. A megfigyelések azt mutatják, hogy minél nagyobb gravitációjú az égitest, annál kisebb kráterátmérő mellett alakulhat ki a központi csúcs. Földi gravitáción már egy 2 km-es átmérőjű kráter esetén úgy „viselkedik” a felszín, mint a Holdon egy 15 km-es esetén. A kis méretű égitesteken az egészen nagy kráterekben sem alakul ki központi csúcs. Nem tisztázott még, hogy mi a pontos összefüggés a becsapódáskor felszabaduló energia, a gravitáció, a felszín kőzetei, a létrejövő kráterméret és a központi csúcs megjelenése között.
A Hold esetében 10–20 km mélységből kerül felszínre a központi csúcs anyaga, vagyis elméletileg ezek az anyagok a kráterek legmélyebbről származó részei (a legnagyobb holdi medence, a Déli-sark–Aitken-medence (SPA) esetén körülbelül 120 km mélységből került felszínre az anyag). Sok idős földi kráter esetén csak ez a központi csúcs (illetve a környezetéhez képest magasabban található rétegsor) utal a korábbi kráter létére, akkor is, ha már nincs kiemelt helyzetben, mert felső részét eltüntette az erózió. A központi csúcs anyaga a becsapódás előtti kéreganyag breccsásodott és erősen sokk-metamorfizált változata. A Földön a kiemelkedés tényét fúrásokkal és rétegtani elemzéssel is alá tudták támasztani.

### A kiemelkedés sajátosságai
A kiemelkedés magassága megközelítőleg az átmérő 10%-a. Ez nagy krátereknél 10–20 kilométeres gyors kiemelkedést is jelenthet. A kiemelkedés még a tranziens kráter nyílásakor megkezdődik.
A kiemelkedés a modellszámítások szerint igen rövid idő alatt történik, kisebb krátereknél akár 1 perc alatt, a 200 km átmérőjű Vredefort-kráternél (Dél-Afrika) körülbelül fél óra alatt. A maximális magasság elérése után a „tranziens” központi kiemelkedés a gravitáció hatására részben visszasüllyed és összeomlik, így eredeti (átmeneti)  magasságánál alacsonyabb lesz.

#### A rétegkiemelkedés végső magassága
A rétegkiemelkedés végső magassága (h) (az eredetileg legmélyebben fekvő, most felszínre került réteg elmozdulása) a tapasztalatok alapján h = 0,06*d*1,1, ahol d a kráter átmérője. Ugyanez megfeleltethető h=0,1*D-nek, ahol D= a végső kráter átmérője (vagyis a kiemelkedés magassága körülbelül a kráterátmérő 10%-a). A gyors és nagy magasságra történő kiemelkedésben szerepe lehet a gyors rezgések által a súrlódást csökkentő akusztikus fluidizációnak is.

#### A csúcskomplexum
A csúcskomplexum átmérője a Föld-típusú bolygók esetén a kráter átmérőjének kb. 22%-a. Ahogy a kráter mérete növekszik, a központi kiemelkedést felváltja egy bonyolultabb, gyűrűkből álló szerkezet (központi csúcsos kráter - központi csúcsos medence - csúcsos és gyűrűs medence).

#### Csuszamlás
A sáncanyagnak a kráter belseje felé való omlása. Sokszor törések mentén történik és teraszokat hoz létre. 
Teraszos fal: a kráterfal a tranziens kráterben túlságosan meredek, a nagyobb krátereknél pedig túl magas is, így instabil.
A stabilitás eléréséig az eredetileg meredek fal anyaga a gravitáció hatására lecsúszik. Ezen csuszamlások miatt a kráterfal sokszor lépcsős, teraszos szerkezetű lesz. Ezzel a folyamattal a kráter átmérője (sáncgerinctől sáncgerincig) az eredeti, átmeneti kráter átmérőjének akár 60%-ával is nagyobbra nőhet.
A központi csúcsos krátereknél nagyobb kráterek a csúcs-gyűrűs kráterek, majd a gyűrűs medencék, ahol a központi csúcs eltűnik.

## Jeges égitestek komplex kráterei
A jég-kőzet holdakon a központi csúcs kategória után a kráter növekedésével a központi gödrös kráterek következnek. A komplex kráterek kisebb átmérőnél jelennek meg, mint az azonos gravitációjú kőzetégitesteken, ami a jég szilikáttól eltérő tulajdonságaival magyarázható.
A Ganymedes és a Callisto kőzet-jég holdak komplex kráterei 60–70%-kal sekélyebbek, mint a hasonló gravitációjú, de jeget nem tartalmazó anyagú Holdéi. Ez valószínűleg nem a későbbi relaxáció, hanem a kráteraljzat erőteljesebb visszapattanásának hatása. A jeges holdakon a sánc suvadása csak nagyobb méretnél indul meg, mint a megfelelő gravitációjú kőzetégitesteken.